# Lysimachia pittosporoides
Lysimachia pittosporoides är en viveväxtart som beskrevs av Cheng Yih Wu. Lysimachia pittosporoides ingår i släktet lysingar, och familjen viveväxter. Inga underarter finns listade i Catalogue of Life.